# يوليا ديتسه
يوليا ديتسه (بالألمانية: Julia Dietze) هي ممثلة فرنسية المولد وألمانية الجنسية ولدت في يوم 9 يناير 1981 في مدينة مرسيليا في فرنسا، نشأت بعدها في ميونخ ومثلت في عدة أفلام أشهرها فيلم السماء الحديدية في سنة 2012 وستمثل في فيلم أيرون سكاي: ذا كومنغ رايس.

## روابط خارجية
- يوليا ديتسه على موقع IMDb (الإنجليزية)
- يوليا ديتسه على موقع روتن توميتوز (الإنجليزية)
- يوليا ديتسه على موقع ألو سيني (الفرنسية)
- يوليا ديتسه على موقع أول موفي (الإنجليزية)
- يوليا ديتسه على موقع قاعدة بيانات الأفلام السويدية (السويدية)
- يوليا ديتسه على موقع ديسكوغز (الإنجليزية)
- يوليا ديتسه على موقع قاعدة بيانات الفيلم (الإنجليزية)
- يوليا ديتسه على موقع كينوبويسك (الروسية)